# Cheval dans l'émirat de Dubaï

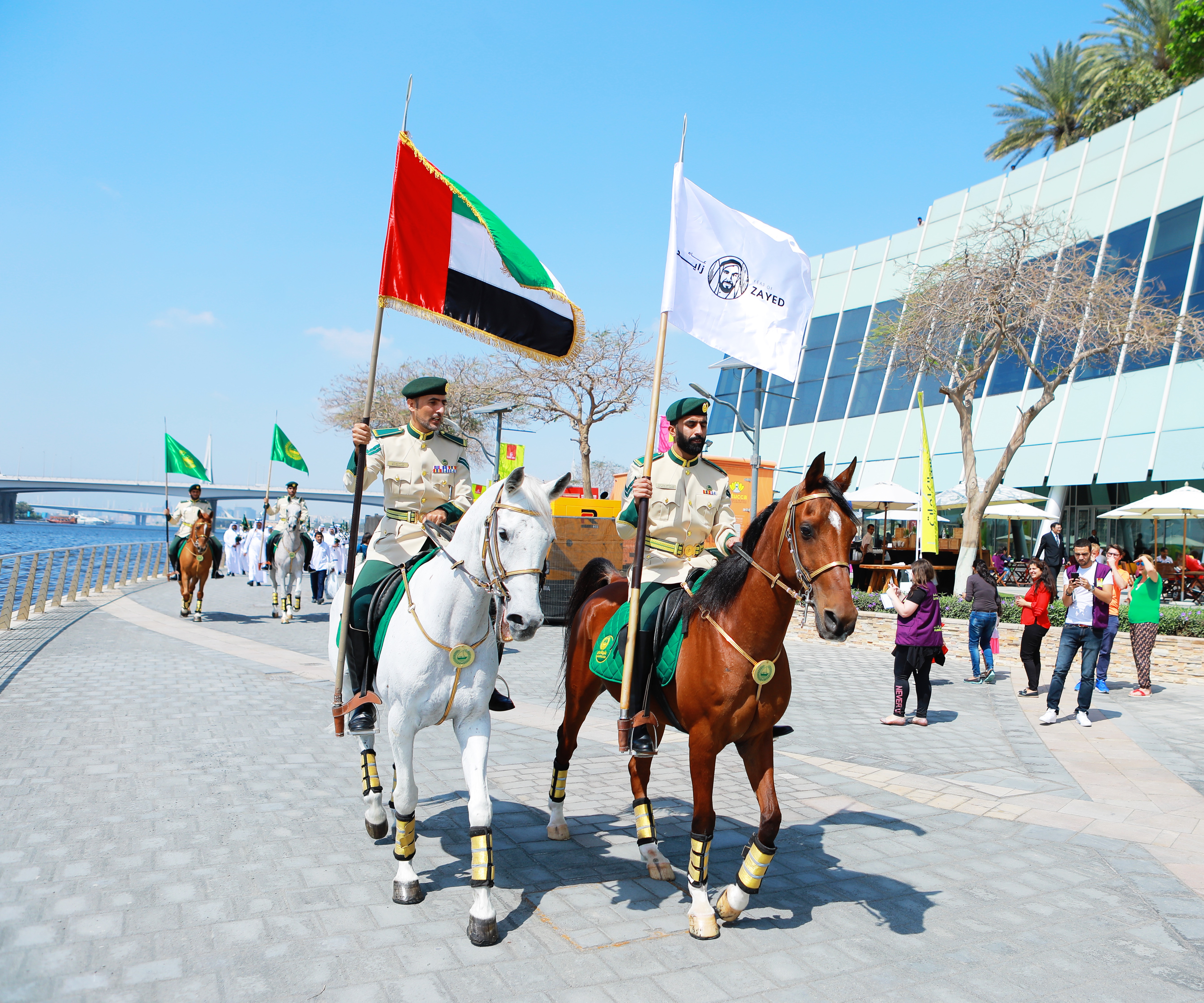
Parade de la police de Dubaï lors de l'Emirates LitFest 2018.

Le cheval est très présent dans l'émirat de Dubaï. Le sheikh Mohammed ben Rachid Al Maktoum tient les écuries de Pur-sang Goldolphin. Il a aussi largement investi pour l'achat des meilleurs chevaux d'endurance du monde, notamment en France. Depuis 2004, l'émirat organise un grand marché aux chevaux, le Dubaï International Horse Fair. La capitale compte aussi un centre équestre extrêmement équipé et moderne dans le quartier Arabian Ranches, où des centaines de palefreniers s'occupent de centaines de chevaux.

## Sport hippique

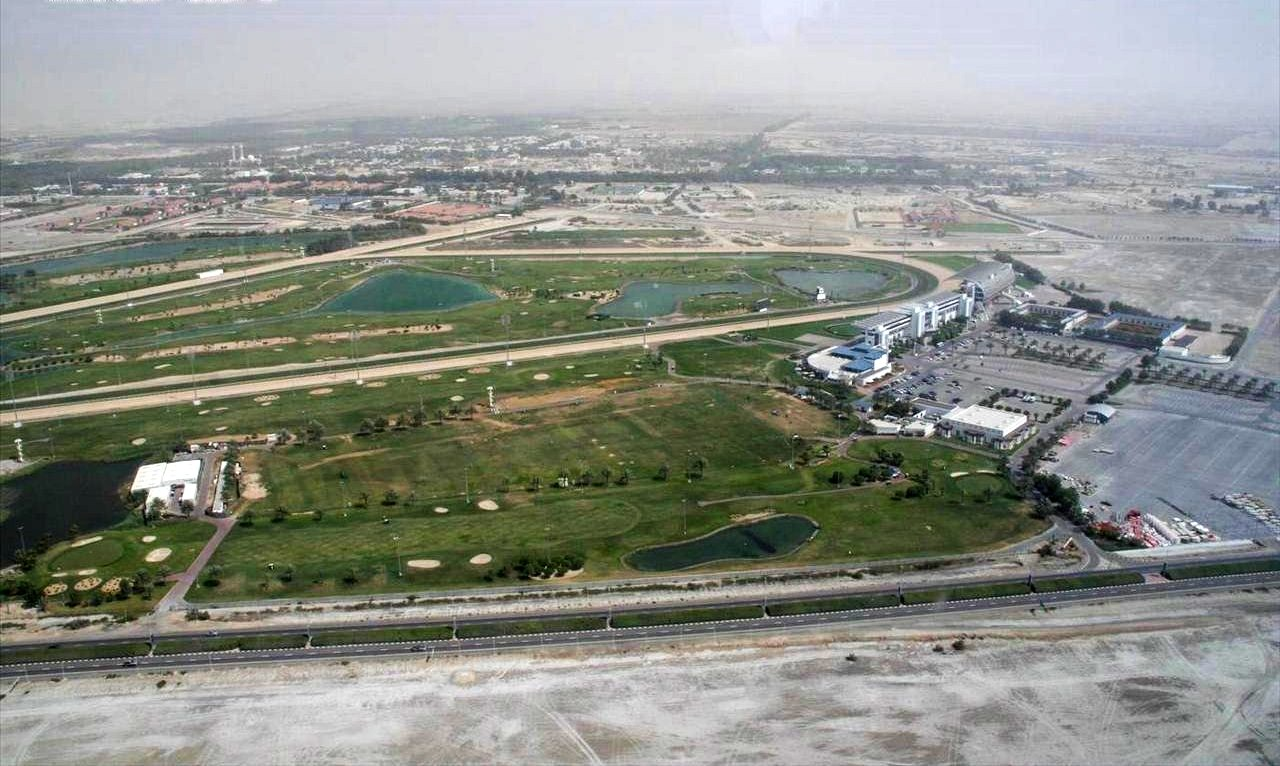
Nad al Sheba, hippodrome.

La famille régnante de Dubaï, entre autres le cheikh Mohammed ben Rachid Al Maktoum, commence à s'intéresser au Pur-sang au milieu des années 1970. Il débourse des sommes colossales pour obtenir les meilleurs chevaux, mais à l'époque, les professionnels du Pur-sang  ne s'y intéressent pas. Homéric lui-même pense que cette passion de la famille régnante pour le cheval de course sera passagère. Le cheikh devient l'un des plus gros investisseurs sur le marché du cheval de course Pur-sang en déboursant plus d'un milliard de francs en dix ans,. En 1982, il achète 30 yearlings pour plus de 13 millions d'euros. Il débourse des sommes très importantes pour des chevaux qui parfois se révèlent très décevant, mais son but n'est pas du profit. L'élevage et l'entraînement du Pur-sang apparaît plutôt comme une passion irrépressible.
En 1994, la famille régnante créé l’Écurie Godolphin, qui devient la première multinationale dédiée à l’entraînement des Pur-sang au monde, avec plus de deux centaines de chevaux. En 1996, ils créent la Dubaï World Cup, qui est aussi la course la mieux dotée du monde, avec 10 millions de dollars de récompense. En 2007, ils achètent le crack Literato. Ils envoient régulièement des chevaux à l'entraînement en France, entre autres à Pau.
Malgré la récente crise financière depuis 2008, leurs investissements hippiques ne semblent pas touchés. Ils investissent dans près d'un tiers des ventes de yearlings Pur-sang dans plusieurs événements en 2009. L'hippodrome de Meydan, coûtant 2,5 milliards d'euros, a ouvert le 28 janvier 2010 pour recevoir la Dubaï World Cup en mars 2010. En 2013, le cheptel géré par la famille Maktoum dépasse certainement les 6000 Pur-sangs.

## Endurance
Mohammed ben Rachid Al Maktoum, émir de Dubaï, achète les meilleurs chevaux de la discipline de l'endurance, notamment en France. En 1999, il fait une offre d'achat pour Dynamik, champion d'Europe par équipes, qui est refusée par le propriétaire français de l'animal. Il double son offre en 2001 pour l'obtenir, et confie le cheval à son fils Hamdane.
Ses différents investissement permettent à l'émirat de Dubaï de devenir champion du monde d'endurance. Ce sport équestre se développe ensuite au Qatar, pour reprendre le titre de champion du monde à l'émir de Dubaï. Les qataris ont largement investi à leur tour dans ce sport, achetant eux aussi des chevaux français. Les cavaliers d'endurance français comparent cette situation à « l'achat de toutes les équipes de football de la ligue 1 par le Qatar et Dubaï ».

## Scandales
Plusieurs affaires de dopage touchent les chevaux et cavaliers de Dubaï. En avril 2013, l'écurie Godolphin est prise en flagrant délit d'utilisation de stéroïdes anabolisants. La famille régnante de Dubaï a promis d'assainir ces pratiques.